# Dingstede
Dingstede ist ein Ortsteil der Gemeinde Hatten im niedersächsischen Landkreis Oldenburg.

## Geografie
Der Ort liegt vier Kilometer nordöstlich von Kirchhatten an der L888.

## Geschichte
Der Ort ist einer der ältesten der Gegend. Er wurde 1249 erstmals unter dem Namen „Thingenstede“ urkundlich erwähnt. Bis ins 18. Jahrhundert verlief durch das Dorf ein Post- und Handelsweg von Bremen nach Oldenburg. Im Jahre 1626, während des Dreißigjährigen Krieges, fielen Truppen des katholischen Feldherrn Tilly in den Ort ein. Am Ende des Zweiten Weltkrieges, im April 1945, kam es in Dingstede zu Kämpfen zwischen alliierten Truppen und der deutschen Wehrmacht.
Das Dorf verfügte früher über eine Thingstätte, von deren Existenz sich auch der Ortsname ableitet. Über die Gerichtsstätte  berichtete der Historiograph des Oldenburger Grafen Anton Günther, Johann Just Winckelmann, bereits im 17. Jahrhundert. Im Jahr 1973 ist eine Nachbildung der Thingstätte errichtet worden. Diese liegt in der Nähe der sog. Franzosenbrücke über die Dingsteder Bäke.
Im 19. Jahrhundert wurde in Dingstede Obstanbau betrieben.

## Religion
Bis zum Jahr 1758 gehörte der Ort zum Kirchspiel Ganderkesee und wurde anschließend in die Kirchengemeinde Hatten eingepfarrt.

## Sehenswürdigkeiten

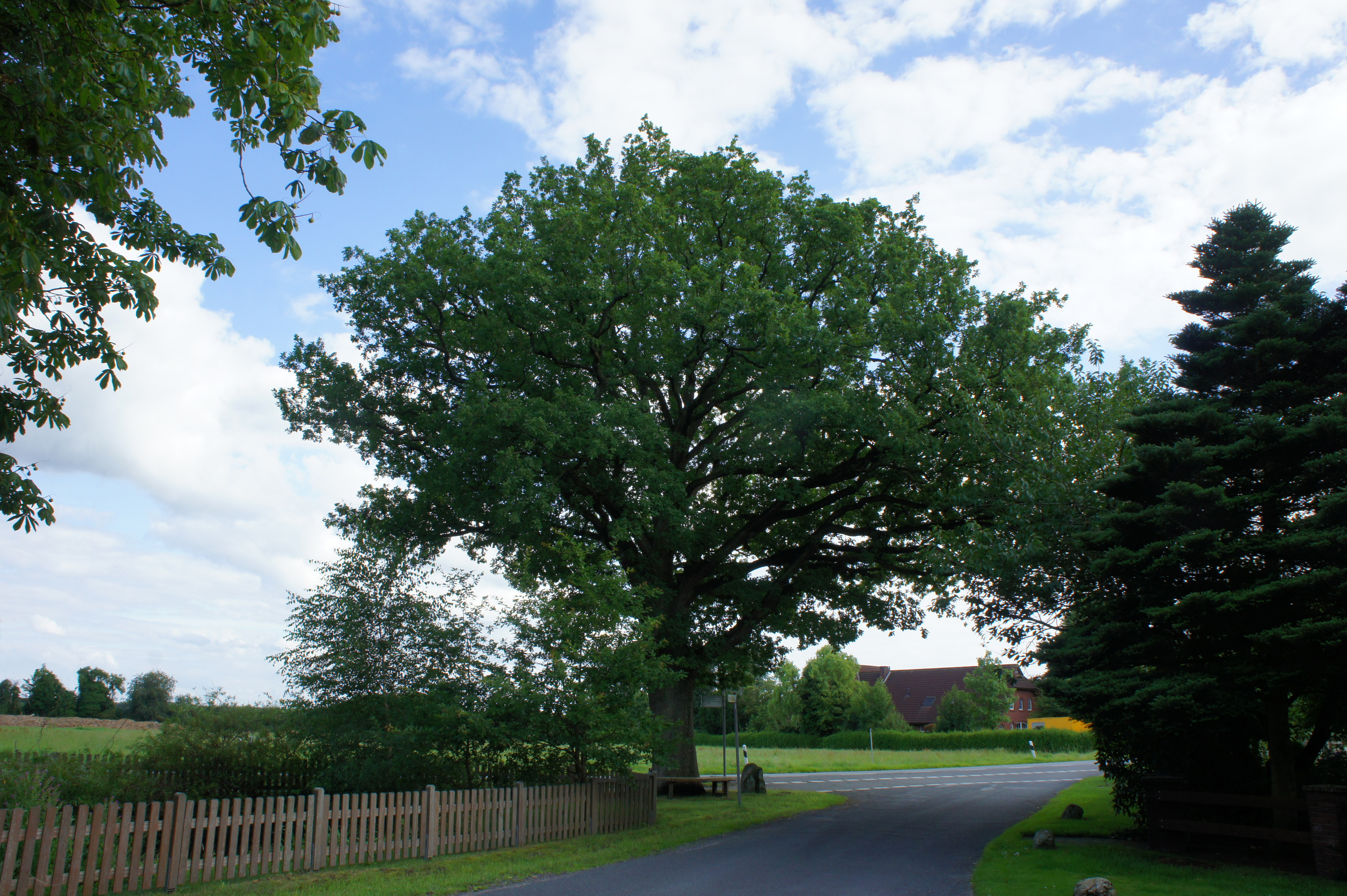
Friedenseiche von 1871

- Friedenseiche in Dingstede mit einem Stammumfang von 3,10 m und einem Kronendurchmesser von etwa 22,50 m.

- Nachbildung einer germanischen Thingstätte